# Площадь Штыба (Владикавказ)

Памятник Дзаугу Бугулову

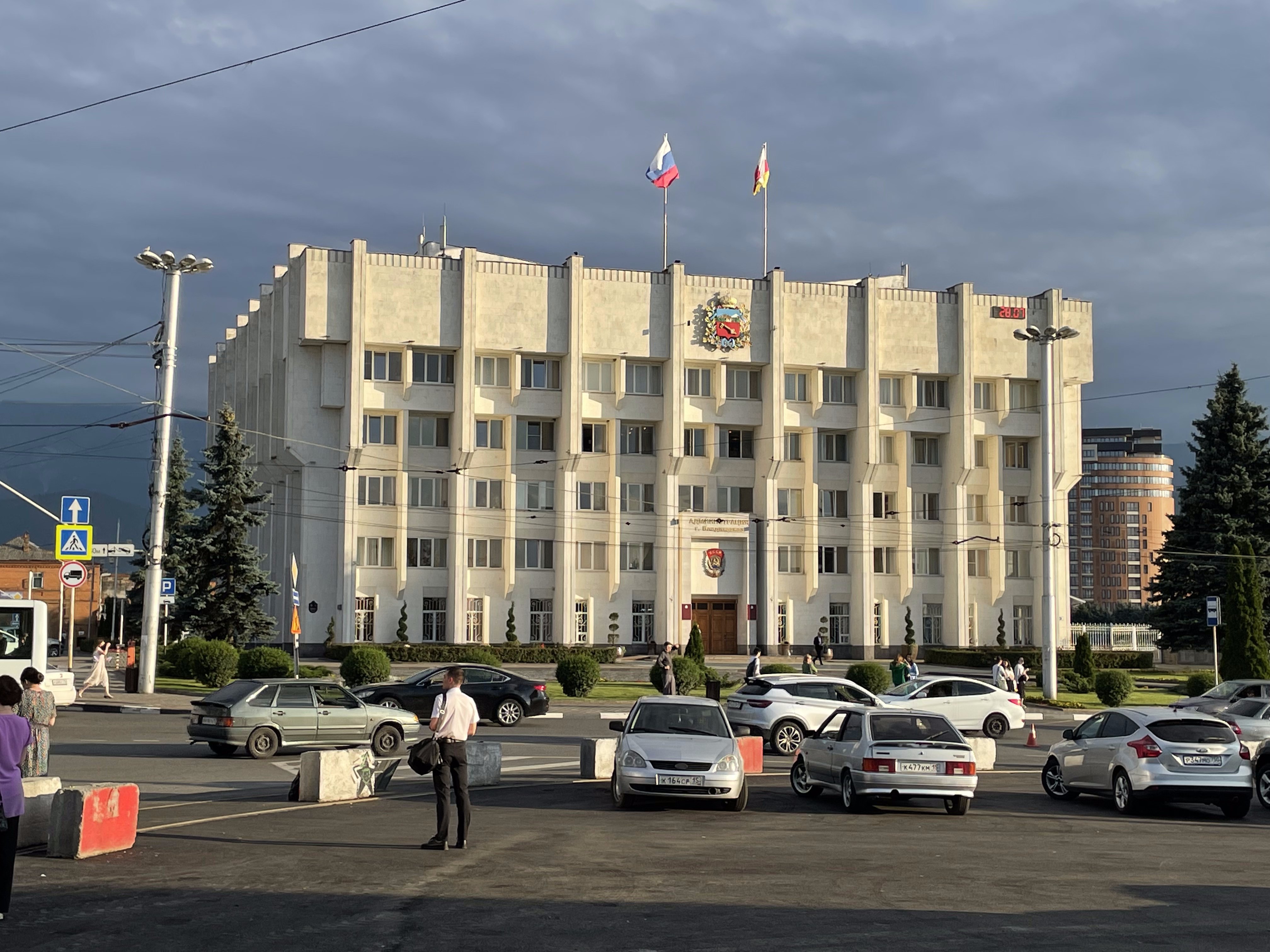
Здание Администрации местного самоуправления

Площадь Штыба (осет. Штыбы фæз) — площадь в центре Владикавказа, Северная Осетия, Россия. Располагается в Иристонском муниципальном округе на правом берегу реки Терек.
Площадь Штыба пересекают улицы Гаппо Баева и Чермена Баева. От площади на восток начинается улица Штыба. С левым берегом реки Терек площадь соединяет Чугунный мост.

## История
Площадь образовалась в середине XIX века. Первоначальное название Краснорядская площадь.
В 1926 году Краснорядская площадь получила наименование Площадь Штыба — в честь революционера и чекиста Семёна Митрофановича Штыба.
В 1960—1970-х годах площадь Штыба представляла собой крупный транспортный узел. На площади находилась трамвайная диспетчерская и конечная остановка пригородных автобусов. В 1978 году были разобраны пути Шалдонской трамвайной линии проходившие через площадь. В начале 1980-х годов была произведена кардинальная реконструкция площади Штыба: в северной части площади разбит сквер, в южной части построено здание Горисполкома, ликвидирована автобусная конечная.
В октябре 2007 года решением топонимической комиссии АМС г. Владикавказа площади Штыба было возвращено историческое название Краснорядская площадь. Однако данное решение не вступило в силу.

## Здания и учреждения
- 2 — Администрация города Владикавказ[3].

## Памятники
- Бюст С. М. Штыба — установлен в восточной части площади, в начале улицы Штыба[4].
- Памятник Дзаугу Бугулову[5] — основателю поселения, возле которого была построена крепость Владикавказ. Установлен в северной части площади в октябре 2007 года.

## Транспорт
Трамвай № 1, 2, 4, 5, 7, 8, 9, 10, остановка «Площадь Штыба».

## Источник
- Владикавказ. Карта города, 2011.
- Кадыков А. Н. Улицы, переулки, площади и проспекты г. Владикавказа: Справочник. — Респект, 2010. — С. 421—422 — С. 512 — ISBN 978-5-905066-01-6